# Sapér Vodička
Sapér Vodička je literární postava z románu Jaroslava Haška: Osudy dobrého vojáka Švejka za světové války. Jeho příhody se Švejkem jsou vylíčeny v druhém díle románu Na frontě.

## Charakteristika
Jedná se o staršího sapéra vznětlivé a výbušné povahy, který má silnou zášť zejména vůči Maďarům, se kterými se neváhá při každé příležitosti poprat. Kvůli němu se Švejk dostane do problémů, když Vodička způsobí, že se z diskrétního doručení milostného dopisu nadporučíka Lukáše vdané paničce stane pouliční bitka v Királyhidě, při které jsou oba zatčeni.

## Citování
Z románu je často citována diskuze Švejka a Vodičky, ze které podle Vodičky plyne, že "každý Maďar může za to, že je Maďar...". Tato věta je v různém kontextu zmiňována v různých diskusích a politických komentářích, přičemž je použita jako obecná zkratka k tomu, že každý je vinen již svou národností, za což je třeba ho trestat.

## Ve filmu
V českém filmu Dobrý voják Švejk  z roku 1926 tuto postavu ztvárnil herec Jiří Hojer. V asi nejznámějším ztvárnění Švejka ve filmu Poslušně hlásím z roku 1957 se postava sapéra Vodičky neobjevuje.

## Skutečná postava
V historii obce Újezd v okrese Olomouc je uvedeno, že se sem po druhé světové válce přestěhoval a ve věku 83 let (dne 27. dubna 1961) zde zemřel jistý Josef Vodička, který byl Jaroslavu Haškovi inspirací pro postavu sapéra Vodičky. Josef Vodička se narodil 10. března 1878 v Čertoryjích nedaleko Olomouce
a s Haškem se setkal v roce 1917 v lágru Samarské gubernie v Rusku, kde se octnul poté, co se rozhodl dezertovat. Tuto historii potvrzují i vnoučata Josefa Vodičky, která ho ve vzpomínkách popisují jako propagátora otužování, ale také šprýmaře a bohéma, který skládal písničky a nezkazil žádnou legraci. Na jeho památku je v obci Újezd jedno zastavení obecní naučné stezky přímo u jeho domu.
Další zdroj uvádí jako předobraz sapéra Vodičky Haškova kamaráda Antonína Vodičku (narozeného v roce 1871), který před první světovou válkou provozoval obuvnictví na Malé straně a po válce hostinec v Křivousích u Prahy.